# Fjäderstyltor

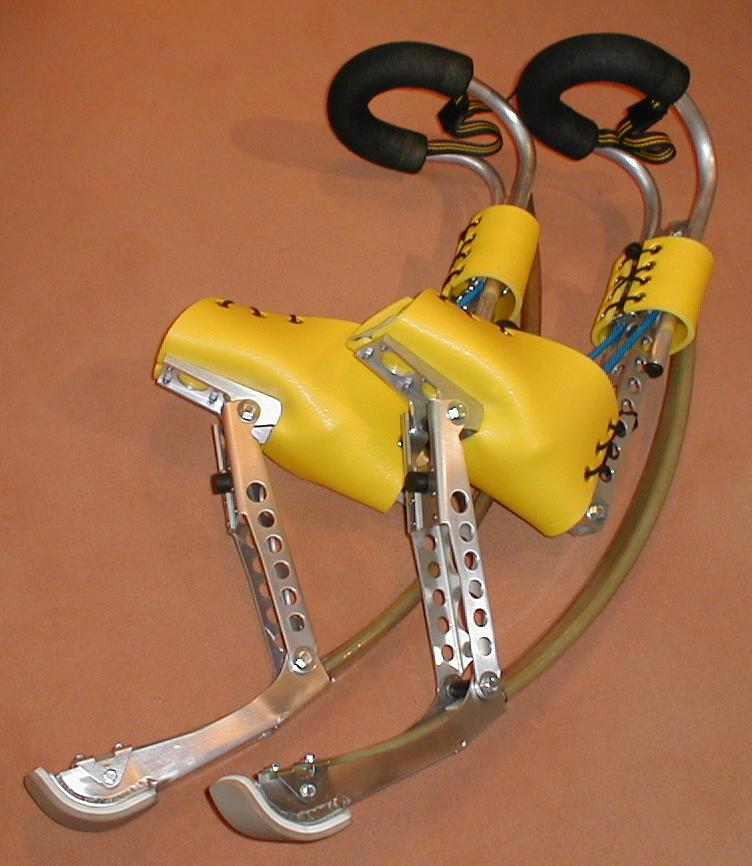
Ett par fjäderstyltor

Fjäderstyltor (en: Powerbocking) är en idrottsform där deltagarna bär specialbyggda styltor med fjädrar. Med hjälp av den extra lyftkraften kan deltagaren hoppa högre och genomföra akrobatiska konster.